# Scenedesmus
Genre
Scenedesmus est un genre d'algues vertes d'eau douce microscopiques, de la famille des Scenedesmaceae. Elles sont appelées scénédesmes et sont des algues à structure cellulaire variée. Elles possèdent des chlorophylles de type a et b ainsi que des caroténoïdes. Ces algues vertes sont non mobiles et mesurent environ 5 à 30 micromètres de longueur et 8 à 10 micromètres de diamètre. 
L'espèce Scenedesmus quadricauda a été utilisée comme modèle biologique pour des études d'écotoxicité de pesticides

## Description
En général, entre 2 et 32 cellules de Scenedesmus se regroupent en cénobes,. Les cellules sont unies par une gelée et des appendices en forme d'épine ou d'aiguillon apparaissent sur les cellules les plus externes des colonies ; ces épines auraient un rôle de défense. Dans chaque cellule on trouve un chloroplaste imposant avec un pyrénoïde, ainsi qu'un cytoplasme qui ne contient qu'un seul noyau. 

## Utilisations
Scenedesmus est souvent capable de croître dans les eaux usées et est utilisé pour le traitement de ces eaux 
,,,. 
Scenedesmus est aussi utilisé comme organisme de laboratoire, par exemple en écotoxicologie, par exemple par Zbigniew et al., en 2006  pour étudier les effets de synergies entre un pesticide, un métal lourd et l'anthracène.

## Liste d'espèces
Selon AlgaeBase (29 avril 2013) :
- Scenedesmus aciculatus P.González
- Scenedesmus aculeotatus Reinsch
- Scenedesmus aldavei Hegewald
- Scenedesmus ambuehlii F.Hindák
- Scenedesmus anhuiensis S.S.Wang
- Scenedesmus apicaudatus (W.& G.S.West) Chodat (Sans vérification)
- Scenedesmus apiculatus (West & G.S.West) Chodat (Sans vérification)
- Scenedesmus arcuatus (Lemmermann) Lemmermann
- Scenedesmus aristatus Chodat (Sans vérification)
- Scenedesmus arvernensis R.
- Scenedesmus bacillaris Gutwinski
- Scenedesmus baculiformis Chodat
- Scenedesmus bajacalifornicus L.A.Lewis & Flechtner
- Scenedesmus balatonicus Hortobagyi (Sans vérification)
- Scenedesmus basiliensis Chodat
- Scenedesmus bidentatus Hansgirg
- Scenedesmus bijuga (Turpin) Lagerheim
- Scenedesmus bijugus (Turpin) Lagerheim
- Scenedesmus breviaculeatus Chodat, R.
- Scenedesmus brevispina (G.M.Smith) R.Chodat
- Scenedesmus caribeanus Kom. (Sans vérification)
- Scenedesmus caudato-aculeolatus Chodat
- Scenedesmus caudatus Corda (Sans vérification)
- Scenedesmus chlorelloides Chodat
- Scenedesmus circumfusus Hortobágyi
- Scenedesmus coalitus Hortobagyi (Sans vérification)
- Scenedesmus crassidentatus Péterfi (Sans vérification)
- Scenedesmus curvatus Bohlin
- Scenedesmus deserticola L.A.Lewis & V.R.Flechtner
- Scenedesmus distentus (T.Holtmann) E.Hegewald & N.Hanagata (Sans vérification)
- Scenedesmus ecornis (Ehrenberg) Chodat
- Scenedesmus ellipsoideus Chodat (Sans vérification)
- Scenedesmus ellipticus Corda
- Scenedesmus fenestratus Teiling
- Scenedesmus grahneisii (Heynig) Fott
- Scenedesmus gujaratensis Isabella & R.J.Patel
- Scenedesmus hanleyi R.F.Fleming
- Scenedesmus heteracanthus P.González
- Scenedesmus hindakii E.Hegewald & N.Hanagata
- Scenedesmus hirsutus F.Hindák
- Scenedesmus hortobagyi Philipose
- Scenedesmus huangshanensis S.S.Wang
- Scenedesmus indicus Philipose
- Scenedesmus jovais  (Sans vérification)
- Scenedesmus kerguelensis Wille
- Scenedesmus kissii Hortobágyi
- Scenedesmus littoralis Hanagata
- Scenedesmus longispina R.Chodat
- Scenedesmus mirus Hortobagyi
- Scenedesmus multistriatus (Trenkwalder) N.Hanagata
- Scenedesmus naegelii Brébisson
- Scenedesmus nanus Chodat (Sans vérification)
- Scenedesmus obtusus Meyen (espèce type)
- Scenedesmus papillosum Pankow
- Scenedesmus parisiensis Chodat
- Scenedesmus parvus (G.M.Smith) Bourrelly
- Scenedesmus pecsensis Uherkovich
- Scenedesmus planctonicus (Korshikov) Fott (Sans vérification)
- Scenedesmus platydiscus (G.M.Smith) Chodat
- Scenedesmus pleiomorphus F.Hindák
- Scenedesmus polessicus P.Tsarenko
- Scenedesmus polyglobulus Hortobágyi
- Scenedesmus polyspinosus Hortobágyi
- Scenedesmus praetervisus Chodat (Sans vérification)
- Scenedesmus prismaticus Bruhl & Biswas
- Scenedesmus producto-capitatus Schmula
- Scenedesmus pseudoarmatus T.Hortobágyi
- Scenedesmus pyrus Corda (Sans vérification)
- Scenedesmus quadrialatus S.S.Wang
- Scenedesmus quadrispina Chodat
- Scenedesmus raciborskii Woloszynska
- Scenedesmus reginae (T.Holtmann) E.Hegewald & N.Hanagata (Sans vérification)
- Scenedesmus reniformis Playfair
- Scenedesmus rostrato-spinosus R.Chodat
- Scenedesmus rotundus L.A.Lewis & Flechtner
- Scenedesmus schnepfii E.Hegewald & S.S.An
- Scenedesmus securiformis Playfair
- Scenedesmus semipulcher Hortobágyi
- Scenedesmus senilis Corda (Sans vérification)
- Scenedesmus serrato-perforatus R.J.Patel & P.K.Isabella George
- Scenedesmus setiferus Chodat (Sans vérification)
- Scenedesmus smithii Chodat
- Scenedesmus smithii Teiling (Sans vérification)
- Scenedesmus soli Hortobagyi
- Scenedesmus sooi Hortobágyi
- Scenedesmus spinulatus K.Biswas
- Scenedesmus striatus Deduss. (Sans vérification)
- Scenedesmus tetradesmiformis (Wolosz.) Chodat (Sans vérification)
- Scenedesmus tricostatus (R.Chodat) P.Mosto (Sans vérification)
- Scenedesmus tschudyi R.F.Fleming
- Scenedesmus vacuolatus Shihira & Krauss
- Scenedesmus velitaris Komárek
- Scenedesmus verrucosus P.González
- Scenedesmus verrucosus Y.V.Roll
- Scenedesmus vesiculosus (Proshkina-Lavrenko) Péterfi
- Scenedesmus wuhanensis Wei
- Scenedesmus wuhuensis S.S.Wang

Selon ITIS (29 avril 2013) :
- Scenedesmus abundans (Kirchn.) Chodat
- Scenedesmus aculeolatus
- Scenedesmus acuminatus (Lagerheim) Chodat
- Scenedesmus acutiformis Schroeder
- Scenedesmus acutus Lagh. Chodat
- Scenedesmus anomalus (G. M. Smith) Ahlstrom & Tiffany
- Scenedesmus apiculatus (West & West) Chodat
- Scenedesmus arcuatus Lemm
- Scenedesmus armatus (Chodat) G. M. Smith
- Scenedesmus bernardii G. Smith
- Scenedesmus bicaudatus (Guglielmetti-printz)
- Scenedesmus bicellularis
- Scenedesmus bijuga (Turpin) Lagerh.
- Scenedesmus bijugatus (Turpin) Kuetzing
- Scenedesmus brasiliensis Bohlin
- Scenedesmus brevispina
- Scenedesmus carinatus
- Scenedesmus costatogranulatus
- Scenedesmus curvatus Bohlin
- Scenedesmus decorus
- Scenedesmus denticulatus Lagerhiem
- Scenedesmus dileticus Ahlstrom
- Scenedesmus dimorphus (Turpin) Kuetzing
- Scenedesmus disciformis (Chodat) Ahlstrom
- Scenedesmus dispar
- Scenedesmus ecornis
- Scenedesmus falcatus Chodat
- Scenedesmus granulatus West West
- Scenedesmus helveticus
- Scenedesmus hystrix Lagerheim
- Scenedesmus incrassatulus Bohlin
- Scenedesmus indianensis Sieminska
- Scenedesmus intermedius Chodat
- Scenedesmus jugalis (Fl. Dan.) Cleve
- Scenedesmus lefevrei
- Scenedesmus longus Meyen
- Scenedesmus oahuensis (Lemmermann) G. M. Smith
- Scenedesmus obtusus Meyen
- Scenedesmus olvalternus
- Scenedesmus opoliensis
- Scenedesmus ovalternus Chodat
- Scenedesmus pannonicis Hortobagyi
- Scenedesmus parisiensis Chodat
- Scenedesmus perforatus
- Scenedesmus plarydiscus (G. M. Smith) Chodat
- Scenedesmus producto-capitatus
- Scenedesmus protuberans Fritsch Rich
- Scenedesmus quadricauda (Turpin) Breb. ou Desmodesmus quadricaudatus (Turpin) Hegewald
- Scenedesmus raciborskii
- Scenedesmus serratus (Corda) Bohlin
- Scenedesmus serrulatus
- Scenedesmus spinosus Chodat
- Scenedesmus subspicatus
- Scenedesmus weberi Kuetzing
- Scenedesmus wisconsinensis (G. M. Smith) Chodat